# Ligusticum porteri
Oshá (Ligusticum porteri) también conocida como chuchupati, raíz de oso o hierba de cochino es una especie de planta fanerógama de la familia Apiaceae.

## Distribución y hábitat
Es una planta de montaña, que se encuentra más comúnmente en suelos profundos, húmedos y ricos en materia orgánica. La planta requiere sombra parcial. Se distribuye ampliamente en las Montañas Rocosas y en las altas montañas del noroeste de México. Es más común en los límites superiores de la zona subalpina, por lo que en la parte sur de su rango, crece a elevaciones de 2100 a 3000 m s. n. m., mientras que en Utah y Wyoming, crece tan bajo como 1500 m s. n. m. Oshá depende de los hongos micorrízicos, y los intentos de cultivar artificialmente la planta fuera de su hábitat no han tenido éxito. El cultivo en áreas donde oshá crece naturalmente ha tenido más éxito.

## Características
Planta herbácea que puede alcanzar entre 0,75 y 2 m de altura. Presenta manchas moradas en el tallo principal. Tiene la apariencia típica de los miembros de la familia del perejil, con hojas parecidas al perejil y umbelas de flores blancas. Las bases de las hojas donde se unen a las coronas de la raíz tienen un tinte rojizo que es único, y las raíces son fibrosas, con una piel externa arrugada y marrón oscuro. Cuando se elimina esta piel, el tejido de la raíz interna es fibroso y de color blanco amarillento con una fragancia intyensa y agradable que se asemeja a la del apio.

## Usos
Es utilizada por la medicina tradicional  de los pueblos originarios nativos de Norteamérica. Los Zuñi beben una infusión de la raíz para dolores en el cuerpo. La raíz también es mordida por el curandero y el paciente durante las ceremonias de curación de diversas enfermedades, y la raíz triturada y el agua se usan como lavado y se toman para el dolor de garganta. Los Navajo valoran la afinidad del oso pardo por las raíces del oshá: como el oso come las raíces y frota algunas sobre su piel, le dan el crédito como una medicina poderosa.